# Осиновская Гута (Чечерский район)
Осиновская Гута (бел. Асінаўская Гута) — посёлок в Полесском сельсовете (до 1991 года в Сидоровичском сельсовете) Чечерском районе Гомельской области Беларуси.
На территории Чечерского биологического заказника.
В результате катастрофы на Чернобыльской АЭС и радиационного загрязнения жители (17 семей) переселены в 1992 году в чистые места.

## География

### Расположение
В 33 км на северо-восток от Чечерска, 70 км от железнодорожной станции Буда-Кошелёвская (на линии Гомель — Жлобин), 98 км от Гомеля.

### Гидрография
На северо-востоке начинается ручей Сеножатский (приток реки Покатка).

## Транспортная сеть
Транспортные связи по просёлочной, затем автомобильной дороге Рудня-Бартоломеевская — Чечерск. Планировка состоит из короткой прямолинейной меридиональной улицы, к которой на севере присоединяется небольшая, изогнутая улица, образовывая Т-образную планировку. Жилые дома деревянные, усадебного типа.

## История
Основан в начале XX века. Наиболее активная застройка приходится на 1920-е годы. В 1926 году в Осиновском сельсовете Чечерского района Гомельского округа. В 1929 году организован колхоз. Во время Великой Отечественной войны каратели в ноябре 1942 года сожгли посёлок и убили 20 жителей входил в состав совхоза «Сож» (центр — деревня Сидоровичи).

## Население

### Численность
- 1992 год — жители (17 семей) переселены.

### Динамика
- 1926 год — 22 двора, 125 жителей.
- 1940 год — 30 дворов, 143 жителя.
- 1959 год — житель (согласно переписи).
- 1992 год — жители (17 семей) переселены.